# Mercury Grand Marquis
O Grand Marquis é um sedan de porte grande da Mercury.

## Galeria
- Primeira geração (1979-1991)
- Segunda geração (1992-1997)
- Terceira geração (1998-2002)
- Quarta geração (2003-2011)
- Luzes do painel digital